# Parnassus (film)
Parnassus is een Nederlandse film uit 2015, het is de regiedebuut van acteur Robin Boissevain. De korte film is geproduceerd door Jesse van der Pluijm en Linda Mertens, voor het platform 3Lab van de NPO.

## Verhaal
Op de Parnassusweg in Amsterdam Nieuw-Zuid staan twee snackbars recht tegenover elkaar op een brug. De ene snackbar wordt gerund door Jonas en zijn Pa, de snackbar aan de overkant is van Robert en Volkert. De twee snackbars zijn geduchte vijanden van elkaar. Robert wil de snackbar van Pa overkopen zodat ze geen concurrentie meer hebben, maar hier gaat hij absoluut niet mee akkoord. Jonas ontmoet Linde op een verjaardagsfeestje en terwijl de liefde opbloeit, wordt de strijd op de Parnassusweg steeds heftiger.

## Rolverdeling
| Acteur                | Personage        |
| --------------------- | ---------------- |
| Yannick de Waal       | Jonas            |
| Hannek van der Paardt | Linde            |
| John Buijsman         | Pa               |
| Raymond Thiry         | Robert           |
| Niels Gomperts        | Volkert          |
| Sjeng Kessels         | Tim              |
| Sol Vinken            | Gijs             |
| Joost Koning          | Louis            |
| Jamie Bouwmeester     | Birthday girl    |
| Jorik van der Veen    | Boom             |
| Robin Boissevain      | Milkshake-klant  |
| Janna Grosfeld        | Natasha          |
| Abdembi Azzaoui       | Doktersassistent |
| Daniël Boissevain     | Stem dokter 1    |
| Linda van Egmond      | Stem dokter 2    |